# Liga Colombiana de Baloncesto 2023-II
La Liga Profesional de Baloncesto 2023-II (conocida como Liga WPlay de Baloncesto 2023-II por motivos de patrocinio) fue el segundo torneo de la temporada 2023 de la Liga Profesional de Baloncesto de Colombia, máxima categoría de este deporte en el país, la cual inició el 23 de septiembre y terminó el 19 de noviembre, coronando campeón a Titanes de Barranquilla en su octavo título. Es organizado por la División Profesional de Baloncesto (DPB), entidad dependiente de la Federación Colombiana de Baloncesto.

## Sistema de juego
- Fase de grupos: Los 12 equipos se dividen en 2 grupos de 6 equipos, juegan todos contra todos a 5 partidos de ida y otros 5 de vuelta. Los 4 mejores de cada grupo clasifican a cuartos de final.
- Cuartos de final: Las llaves se organizan de la siguiente manera: 1A vs 4B, 1B vs 4A, 2A vs 3B y 2B vs 3A, los semifinalistas se definen al ganador de 3 de 5 juegos.
- Semifinales: Las llaves serán: Ganador de 1A vs 4B vs Ganador de 2B vs 3A y Ganador de 1B vs 4A vs 2A vs 3B, los finalistas se definirán al mejor de 3 de 5 juegos.
- Final: A diferencia de las fases anteriores, el campeón se definirá al mejor de 4 de 7 partidos.

## Datos de los clubes
| Equipo                       | Ciudad            | Departamento             | Pabellón                              |
| ---------------------------- | ----------------- | ------------------------ | ------------------------------------- |
| Búcaros de Bucaramanga       | Bucaramanga       | Santander                | Coliseo Bicentenario Alejandro Galvis |
| Cafeteros de Armenia         | Armenia           | Quindío                  | Coliseo Evangelista Mora              |
| Caribbean Storm Islands      | San Andrés        | San Andrés y Providencia | Coliseo Ginny Bay                     |
| Cimarrones del Chocó         | Quibdó            | Chocó                    | Coliseo La Caldera                    |
| Cóndores de Cundinamarca     | Soacha            | Cundinamarca             | Coliseo General Santander             |
| Corsarios de Cartagena       | Cartagena         | Bolívar                  | Coliseo Rocky Valdez                  |
| Motilones del Norte          | Cúcuta            | Norte de Santander       | Coliseo Toto Hernández                |
| Piratas de Bogotá            | Bogotá            | Bogotá                   | Coliseo El Salitre                    |
| Sabios-Azucareros de Palmira | Manizales/Palmira | Caldas/ Valle del Cauca  | Coliseo Ramón Elías López             |
| Team Cali                    | Cali              | Valle del Cauca          | Coliseo Evangelista Mora              |
| Titanes de Barranquilla      | Barranquilla      | Atlántico                | Coliseo Elías Chegwin                 |
| Tigrillos de Medellín        | Medellín          | Antioquia                | Coliseo Iván de Bedout                |

## Fase de grupos
|  | Clasificado a Cuartos de Final. |
|  | Eliminado.                      |

### Grupo A
| Pos | Equipos                  | PTS | PG | PP | PJ | PTFA | PTCO | DIF  |
| --- | ------------------------ | --- | -- | -- | -- | ---- | ---- | ---- |
| 1.  | Titanes de Barranquilla  | 20  | 10 | 0  | 10 | 1038 | 788  | 250  |
| 2.  | Motilones del Norte      | 16  | 6  | 4  | 10 | 827  | 780  | 47   |
| 3.  | Piratas de Bogotá        | 16  | 6  | 4  | 10 | 865  | 861  | 4    |
| 4.  | Búcaros de Bucaramanga   | 15  | 5  | 5  | 10 | 873  | 826  | 47   |
| 5.  | Corsarios de Cartagena   | 13  | 3  | 7  | 10 | 810  | 879  | -69  |
| 6.  | Cóndores de Cundinamarca | 10  | 0  | 10 | 10 | 719  | 997  | -278 |

### Grupo B
| Pos | Equipos                      | PTS | PG | PP | PJ | PTFA | PTCO | DIF  |
| --- | ---------------------------- | --- | -- | -- | -- | ---- | ---- | ---- |
| 1.  | Cafeteros de Armenia         | 19  | 9  | 1  | 10 | 828  | 636  | 192  |
| 2.  | Caribbean Storm Islands      | 18  | 8  | 2  | 10 | 898  | 752  | 146  |
| 3.  | Team Cali                    | 17  | 7  | 3  | 10 | 881  | 755  | 126  |
| 4.  | Cimarrones del Chocó         | 13  | 3  | 7  | 10 | 712  | 805  | -93  |
| 5.  | Tigrillos de Medellín        | 12  | 2  | 8  | 10 | 700  | 844  | -144 |
| 6.  | Sabios-Azucareros de Palmira | 11  | 1  | 9  | 10 | 686  | 914  | -228 |

## Fase final
|  | Cuartos de final | Cuartos de final |           |           | Semifinales | Semifinales |  |         | Final | Final |  |
|  |                  |                  |           |           |             |             |  |         |       |       |  |
|  |                  |                  |           |           |             |             |  |         |       |       |  |
|  | Titanes          | 3                |           |           |             |             |  |         |       |       |  |
|  | Titanes          | 3                |           |           |             |             |  |         |       |       |  |
|  | Cimarrones       | 0                |           |           |             |             |  |         |       |       |  |
|  | Cimarrones       | 0                |           | Titanes   | 3           |             |  |         |       |       |  |
|  |                  |                  |           | Titanes   | 3           |             |  |         |       |       |  |
|  |                  |                  | Caribbean | 0         |             |             |  |         |       |       |  |
|  | Caribbean        | 3                | Caribbean | 0         |             |             |  |         |       |       |  |
|  | Caribbean        | 3                |           |           |             |             |  |         |       |       |  |
|  | Motilones        | 2                |           |           |             |             |  |         |       |       |  |
|  | Motilones        | 2                |           |           |             |             |  | Titanes | 4     |       |  |
|  |                  |                  |           |           |             |             |  | Titanes | 4     |       |  |
|  |                  |                  | Cafeteros | 0         |             |             |  |         |       |       |  |
|  | Cafeteros        | 3                | Cafeteros | 0         |             |             |  |         |       |       |  |
|  | Cafeteros        | 3                |           |           |             |             |  |         |       |       |  |
|  | Búcaros          | 2                |           |           |             |             |  |         |       |       |  |
|  | Búcaros          | 2                |           | Cafeteros | 3           |             |  |         |       |       |  |
|  |                  |                  |           | Cafeteros | 3           |             |  |         |       |       |  |
|  |                  |                  | Team      | 0         |             |             |  |         |       |       |  |
|  | Piratas          | 2                | Team      | 0         |             |             |  |         |       |       |  |
|  | Piratas          | 2                |           |           |             |             |  |         |       |       |  |
|  | Team             | 3                |           |           |             |             |  |         |       |       |  |
|  | Team             | 3                |           |           |             |             |  |         |       |       |  |
|  |                  |                  |           |           |             |             |  |         |       |       |  |

### Final
| Jornada 1 | Jornada 1 | Jornada 1 | Jornada 1             | Jornada 1       | Jornada 1 | Jornada 1          |
| Local     | Resultado | Visitante | Coliseo               | Fecha           | Hora      | Transmisión        |
| --------- | --------- | --------- | --------------------- | --------------- | --------- | ------------------ |
| Titanes   | 78 : 72   | Cafeteros | Coliseo Elías Chegwin | 12 de noviembre | 19:40     | Win Sports, DPB TV |

| Jornada 2 | Jornada 2 | Jornada 2 | Jornada 2             | Jornada 2       | Jornada 2 | Jornada 2          |
| Local     | Resultado | Visitante | Coliseo               | Fecha           | Hora      | Transmisión        |
| --------- | --------- | --------- | --------------------- | --------------- | --------- | ------------------ |
| Titanes   | 82 : 61   | Cafeteros | Coliseo Elías Chegwin | 13 de noviembre | 19:40     | Win Sports, DPB TV |

| Jornada 3 | Jornada 3 | Jornada 3 | Jornada 3                | Jornada 3       | Jornada 3 | Jornada 3          |
| Local     | Resultado | Visitante | Coliseo                  | Fecha           | Hora      | Transmisión        |
| --------- | --------- | --------- | ------------------------ | --------------- | --------- | ------------------ |
| Cafeteros | 71 : 83   | Titanes   | Coliseo Evangelista Mora | 18 de noviembre | 19:40     | Win Sports, DPB TV |

| Jornada 4 | Jornada 4 | Jornada 4 | Jornada 4                | Jornada 4       | Jornada 4 | Jornada 4          |
| Local     | Resultado | Visitante | Coliseo                  | Fecha           | Hora      | Transmisión        |
| --------- | --------- | --------- | ------------------------ | --------------- | --------- | ------------------ |
| Cafeteros | 74 : 80   | Titanes   | Coliseo Evangelista Mora | 19 de noviembre | 19:40     | Win Sports, DPB TV |

|                                            |
|                                            |
| Campeón Titanes de Barranquilla 8.º título |